# 譚家明
譚家明（英語：Patrick Tam，1948年3月25日—），香港著名導演，亦曾任美術指導、編劇及剪接師，現任香港浸會大學電影學院客座教授。譚被視為香港電影新浪潮的領軍人物，其電影高度風格化，以影像凌厲見稱。

## 背景
譚家明生於香港，共有7兄弟姊妹，其中一名胞弟是鋼琴家兼前英國皇家北方音樂學院鋼琴教授譚家傑，另一名胞弟是香港哲學家兼前東海大學哲學系教授譚家哲。而其父親則是醫務處護士，母親是一名秘書。譚家明早年在香港島石塘咀薄扶林道寶翠園（香港高級公務員宿舍）成長，自小受父親播放的音樂及觀看的西方電影薰陶，家有工人照顧。學業方面，他畢業於香港華仁書院，在校期間曾參演聯校話劇，亦曾參加古典音樂會。年輕時開始撰寫影評並發表於羅卡主編的《中國學生周報》等雜誌。1967年加入香港無綫電視，最先任場務，之後擔任電視節目《雙星報喜》和《七十三》的外景導演。后来得到时任无线电视节目部经理的甘国亮垂青，获得大量戏剧创作机会，因此譚家明一直视甘国亮为恩师。另外亦曾拍攝MTV，1973年開始以膠卷拍攝劇集，包括《群星譜》、《奇趣錄》、《CID》、《北斗星》和《七女性》，其中《群星譜》在紐約電視節獲得第三名，為香港電視節目首次在國際性比賽獲獎，另外《七女性》因題材敏感，曾引起大眾非議。1975年被派往美國三藩市進修電影制作。
1977年離開無綫，其間曾在佳藝電視任外景導演，同年加入香港電影圈，首部作品為鄭少秋主演的《名劍》（1980年），其拍攝風格及剪接特異於當時電影作品，被視為香港電影新浪潮的開山之作，及後再導林青霞主演的《愛殺》（1981年），為美術特異的實驗作。1982年執導《烈火青春》，由張國榮、夏文汐等主演，為電影新浪潮重要作品，其中片中的意識及性愛場面備受社會關注，被認為離經叛道，史無前例地在上映後須再度送檢。1984年拍攝商業元素較重的《雪兒》，票房收入不太理想。
之後陸續執導《最後勝利》（1987年）、《雪在燒》（1988年）、《殺手·蝴蝶·夢》（1989年）等電影。《最後勝利》在第7屆香港電影金像獎獲得最佳電影等提名，《雪在燒》獲邀正式參展多倫多國際影展，《殺手·蝴蝶·夢》使到梁朝偉獲頒第9屆香港電影金像獎最佳男配角獎。
1990年因為私人理由而往台灣任廣告導演，1996年轉往馬來西亞HVD製作公司任職編劇部。期間依然繼續協助王家衛和劉鎮偉剪輯電影，包括《阿飛正傳》（1990年）。
2000年獲香港城市大學創意媒體學院邀請回港任教電影制作，2006年蟄伏十七年後再執導《父子》一片，由郭富城、楊采妮等主演。此片編劇田開良亦是譚的學生，更憑此片奪得第26屆香港電影金像獎最佳導演，被列入名導演之位。2017年起，於香港浸會大學電影學院擔任客席教授，教授剪接及劇本創作。
近年的作品有《七人樂隊》，這是一部香港多段式历史剧情片，由洪金宝执导的《练功》、許鞍華的《校长》、譚家明的《别夜》、袁和平的《回归》、杜琪峯的《遍地黄金》、林嶺東的《迷路》和徐克的《深度对话》组成。電影以1950年代至2020年代为跨度，讲述时代背景下的香港故事。影片入围第73屆坎城影展官方參展片目。

## 個人生活
譚家明的前妻是前電視劇監製葉潔馨。

## 導演作品
- 1980年：名劍
- 1981年：愛殺
- 1982年：烈火青春
- 1984年：雪兒
- 1987年：最後勝利
- 1988年：雪在燒
- 1989年：殺手·蝴蝶·夢
- 2006年：父子
- 2022年：七人樂隊：別夜

## 剪接作品
- 1990年：阿飛正傳
- 1993年：天長地久
- 1994年：東邪西毒
- 2002年：大你
- 2003年：妖夜迴廊（譚家明為顧問）
- 2005年：黑社會
- 2006年：父子
- 2014年：魔警

## 美指作品
- 1987年：最後勝利
- 1989年：殺手·蝴蝶·夢（前名：殺手情）
- 1990年：小心間諜
- 2006年：父子

## 配樂作品
- 1981年：愛殺
- 2006年：父子

## 製作設計
- 1987年：用愛捉伊人

## 獎項及提名
| 年份 | 頒獎典禮                   | 獎項         | 作品             | 結果 |
| ---- | -------------------------- | ------------ | ---------------- | ---- |
| 1981 | 第18屆金馬獎               | 最佳導演     | 《愛殺》         | 提名 |
| 1983 | 第2屆香港電影金像獎        | 最佳導演     | 《烈火青春》     | 提名 |
| 1983 | 第2屆香港電影金像獎        | 最佳編劇     | 《烈火青春》     | 提名 |
| 1988 | 第7屆香港電影金像獎        | 最佳導演     | 《最後勝利》     | 提名 |
| 1988 | 第7屆香港電影金像獎        | 最佳美術指導 | 《最後勝利》     | 提名 |
| 1990 | 第9屆香港電影金像獎        | 最佳美術指導 | 《殺手·蝴蝶·夢》 | 提名 |
| 1991 | 第10屆香港電影金像獎       | 最佳剪接     | 《阿飛正傳》     | 提名 |
| 1991 | 第28屆金馬獎               | 最佳剪輯     | 《阿飛正傳》     | 獲獎 |
| 1994 | 第13屆香港電影金像獎       | 最佳剪接     | 《天長地久》     | 提名 |
| 1994 | 第31屆金馬獎               | 最佳剪輯     | 《東邪西毒》     | 獲獎 |
| 1995 | 第14屆香港電影金像獎       | 最佳剪接     | 《東邪西毒》     | 提名 |
| 2006 | 第25屆香港電影金像獎       | 最佳剪接     | 《黑社會》       | 提名 |
| 2006 | 第11屆香港電影金紫荊獎     | 最佳剪接     | 《黑社會》       | 提名 |
| 2006 | 第43屆金馬獎               | 最佳原著劇本 | 《父子》         | 提名 |
| 2007 | 第13屆香港電影評論學會大獎 | 最佳導演     | 《父子》         | 提名 |
| 2007 | 第1屆亞洲電影大獎          | 最佳美術指導 | 《父子》         | 提名 |
| 2007 | 第1屆亞洲電影大獎          | 最佳剪接     | 《父子》         | 提名 |
| 2007 | 第26屆香港電影金像獎       | 最佳導演     | 《父子》         | 獲獎 |
| 2007 | 第26屆香港電影金像獎       | 最佳編劇     | 《父子》         | 獲獎 |
| 2007 | 第26屆香港電影金像獎       | 最佳剪接     | 《父子》         | 提名 |
| 2007 | 第26屆香港電影金像獎       | 最佳美術指導 | 《父子》         | 提名 |
| 2007 | 第12屆香港電影金紫荊獎     | 最佳導演     | 《父子》         | 提名 |
| 2007 | 第12屆香港電影金紫荊獎     | 最佳編劇     | 《父子》         | 獲獎 |
| 2007 | 第12屆香港電影金紫荊獎     | 最佳剪接     | 《父子》         | 獲獎 |
| 2015 | 第34屆香港電影金像獎       | 最佳剪接     | 《魔警》         | 提名 |

## 資料來源
1. 1 2 3 4 5 6 7 8 9 10 11 12 13  . 香港電台. 1989-04-23  [2023-06-11].
2. ↑  . The Toronto Star. 1988-09-10: H3.
3. ↑  . 新浪娱乐. 2020-06-04  [2020-06-06]. （原始内容存档于2020-06-06）.
4. ↑  . Mtime时光网. 2020-06-04  [2020-06-06]. （原始内容存档于2020-06-06）.
5. ↑  . 澳門日報. 2014-10-07  [2024-01-07]. （原始内容存档于2024-01-07）.

## 外部連結
- 譚家明在香港影庫上的簡介
- Patrick Tam 譚家明 - School of Creative Media - City University of Hong Kong
- 譚家明 - 浸大電影學院（页面存档备份，存于）